# Marugame

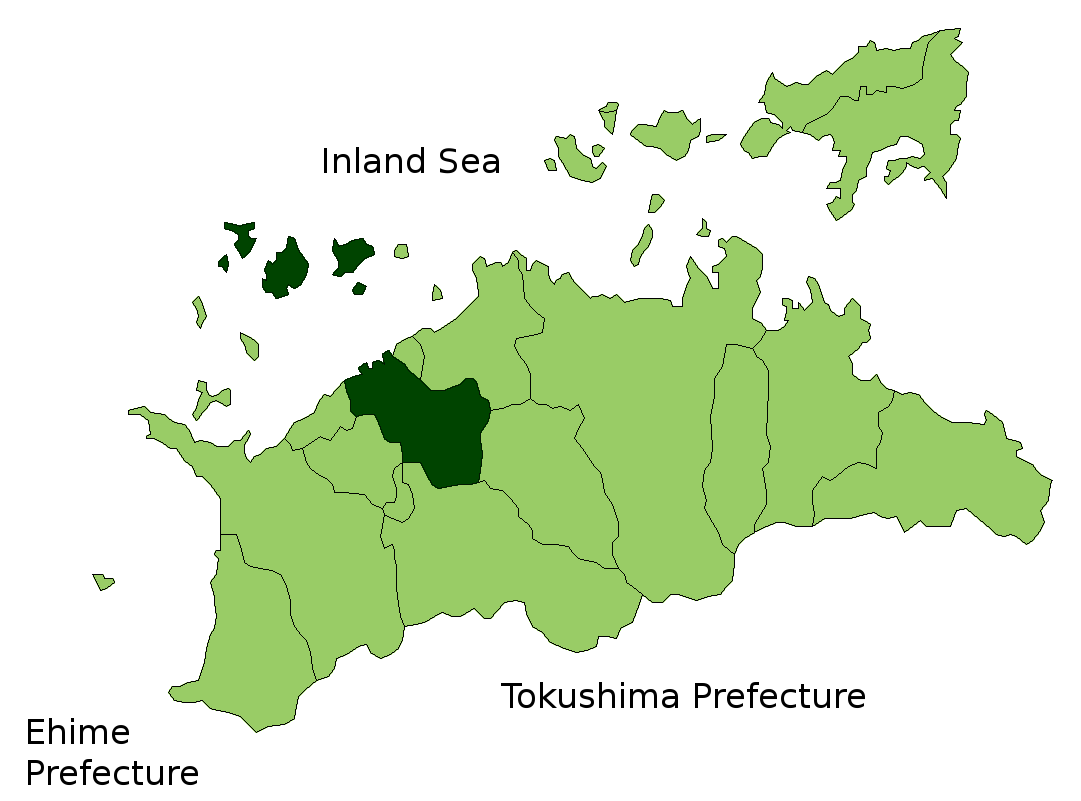

Marugame (丸亀市 Marugame-shi?) este un municipiu din Japonia, prefectura Kagawa.